# Empiriocriticisme
L'empiriocriticisme és una doctrina filosòfica i epistemològica fundada pel filòsof Richard Avenarius, i comunament assignada al físic Ernst Mach, que fou represa en la vigília de la revolució bolxevic per una sèrie de pensadors russos, especialment marxistes.Parteix d'una crítica a l'experiència (d'aquí l'expressió composta « empirio-criticisme ») destinada a eliminar representacions imaginàries i supòsits arbitraris, ara relegades al costat de la metafísica de la religió o la ideologia. Es presenta com una alternativa filosòfica al conflicte secular que oposa idealisme i materialisme.
L'empirocriticisme intenta abolir qualsevol separació entre la dimensió psicològica de l'existència i la seva dimensió física, en establir la seva unitat sobre principis comuns. Implica la possibilitat de reduir tots els enunciats científics a enunciats referits a sensacions i tots els objectes físics a «complexos de sensacions», de manera que ja no hem de distingir entre el «subjectiu» i l' «objectiu», entre l' « interior » i l' « exterior », ni plantejar el problema metafísic considerat superflu de la font externa de sensacions.

## Avenarius
És al filòsof i psicòleg Richard Avenarius que hom deu l'expressió « empiriocriticisme », que utilitza per qualificar la seva pròpia concepció filosòfica. Avenarius considera que el primer objectiu de la filosofia és desenvolupar un « concepte natural del món » basat en experiència pura i que s'abstragui de la metafísica i del materialisme, abolint així per a l'individu la diferència entre el món exterior i experiència interior.
Avenarius es basa en la biologia i en les relacions entre les ciències físiques i psicològiques per donar suport al seu raonament.

## Mach i el «monisme neutre»
Per bé que no es reconeix a si mateix en l'empiriocriticisme d'Avenarius, el físic Ernst Mach és sovint considerat erròniament com el fundador d'aquesta escola de pensament, sobretot perquè l'obra crítica de Lenin titulada Materialisme i empiriocriticisme, obra que assimilia els adeptes russos d'aquest corrent a « deixebles de Mach ». Com Avenarius, Mach refusa tot pressupòsit metafísic, inclòs el materialista, que impliqui la idea d'entitat o de « cosa en si mateixa ». Però sosté més aviat una concepció monista del món, que ell va anomenar « monisme neutre ». Aquesta teoria es basa en la idea que tot el que existeix és reduïble a elements « neutres » que poden ser identificats tant amb sensacions com amb cossos, segons com es plantegin les seves relacions. L'oposició tradicional entre esperit i matèria es pot reduir, doncs, a una simple diferència en les relacions previstes entre elements fonamentalment neutres, és a dir, ni realment mentals ni realment físics.
Ernst Mach resumeix la posició del monisme neutre de la següent manera:
« Un color és un objecte físic sempre que considerem la seva dependència de la font de llum, d'altres colors, la temperatura, l'espai, etc. Tanmateix, si tenim en compte la seva dependència de la retina, […] esdevé un objecte psicològic, una sensació. En ambdós casos, no és el subjecte, sinó la direcció de les nostres investigacions el que difereix. »
Mach també argumenta que les lleis científiques són simplement descripcions abreujades d'esdeveniments empírics, elaborades com a eines convenients per comprendre dades complexes i per orientar-nos al si dels fenòmens. El món en si mateix no és altra cosa que un complex de sensacions sense un rerefons metafísic. En aquest moviment de colors, sons, pressions i diverses sensacions diferents, apareixen regions més o menys estables que s'imprimeixen en la memòria i troben llur expressió en el llenguatge. Anomenem cossos aquestes complexos relativament estables de sensacions tàctils i lluminoses associades a sensacions espacials i temporals.
El « criticisme » de Mach es dirigeix així contra l'« ontologització » o la « cosificació » dels conceptes de la física.Després d'haver començat criticant els conceptes del mecanicisme (massa, força, causa), Mach passa a la de les nocions de cosa i substància. La transformació de nocions funcionals en conceptes metafísics només es pot explicar per la necessitat d'estabilitat del nostre pensament. Però a la natura no hi ha res estable. El que prenem per un ésser estable és només « una abstracció per comprendre un complex d'elements la variació dels quals no considerem », és a dir, només és una ficció que ens permet inserir la identitat i el permanent en el flux d'una naturalesa que « només es presenta un cop ».Les relacions causals corresponen a hàbits de pensament o bé a conceptes funcionals convenients. La idea de realitat independent o de « món exterior » no és altra cosa que una il·lusió metafísica.

## Bogdànov i els pensadors russos
Des de la fi del segle xix, l'empiriocriticisme aconsegueix l'adhesió d'un cert nombre de pensadors russos occidentalistes ou marxistes tels que Vladímir Bazàrov, Aleksandr Bogdànov, Vladímir Lessévitx, Anatoli Lunatxarski, Pàvel Iúixkevitx, que veuen en l'empiriocriticisme una filosofia autènticament científica, conforme a les ciències naturals. Prenent com a base les idees de l'empiocriticisme, Bogdànov elabora la seva pròpia doctrina de l'« empiriomonisme » (variant marxista de l'empiriocriticisme) i Pàvel Iuixkévitx, l'« empiriosimbolisme ». Llurs concepcions es diferencien, nogensmenys, de l'empiriocriticisme alemany per llur caràcter més « realista », sobretot perquè pressuposen en el seu conjunt la veritable existència de la natura, com a realitat independent de nosaltres mateixos, i l'existència objectiva de l'home com a part d'aquesta natura.
A La filosofia de l'experiència viva, Bogdànov dona una definició de l'experiència molt propera a la de Mach, i associa, com ell, empiriocriticisme i « monisme neutre »:
| « | El que en un cas és un element sensible que forma part de l'entorn circumdant s'anomena sensació elemental en un altre. Un cos i la percepció d'un cos són per això una sola i mateixa cosa ? […] No. Els elements són idèntics, però el que marca la diferència és llur relació […] Els mateixos elements de l'experiència, presos com a dependents del sistema nerviós, s'anomenen sensacions. Però quan es veuen en una relació independent o objectiva, en llur correlació als elements de l'entorn circumdant, tenen un caràcter físic. En un mot, el físic i el psíquic no són altra cosa que dues formes de la regulació de l'experiència, i no pas dos continguts diferents d'aquesta experiència. | » |

Els elements de sensació només es distingeixen, doncs, del cos, per la forma de la qual hom considera llurs relacions, més que no pas per llur contingut.

## Crítica de Lenin
El 1909, Lenin va publicar una obra de tesi titulada Materialisme i empiriocriticisme, que és una crítica en el terreny filosòfic del corrent dels « bolxevics d'esquerra » representat per Aleksandr Bogdànov i els « deixebles russos de Mach ». Lenin veu una relació directa entre llur filosofia i llurs posicions d'esquerres. Identifica i denuncia el que considera que és, sota aquesta anomenada filosofia de les ciències naturals, un ressorgiment de l'idealisme del bisbe Berkeley :
| « | Si els cossos són “complexos de sensacions”, com diu Mach, o “combinacions de sensacions”, com afirmava Berkeley, s'hi dedueix necessàriament que tot el món no és més que la meua representació. | » |

Per a Lenin, aquesta forma d'idealisme condueix al solipsisme, car « aleshores, hom només pot admetre l'existència d'un mateix ». El marxisme proclama, al contrari, una « realitat objectiva » absoluta, al coneixement de la qual hom pot acostar-s'hi, i que coincideix amb l'existència de la matèria « fora de la nostra consciència ».